# Schloss Karlštejn

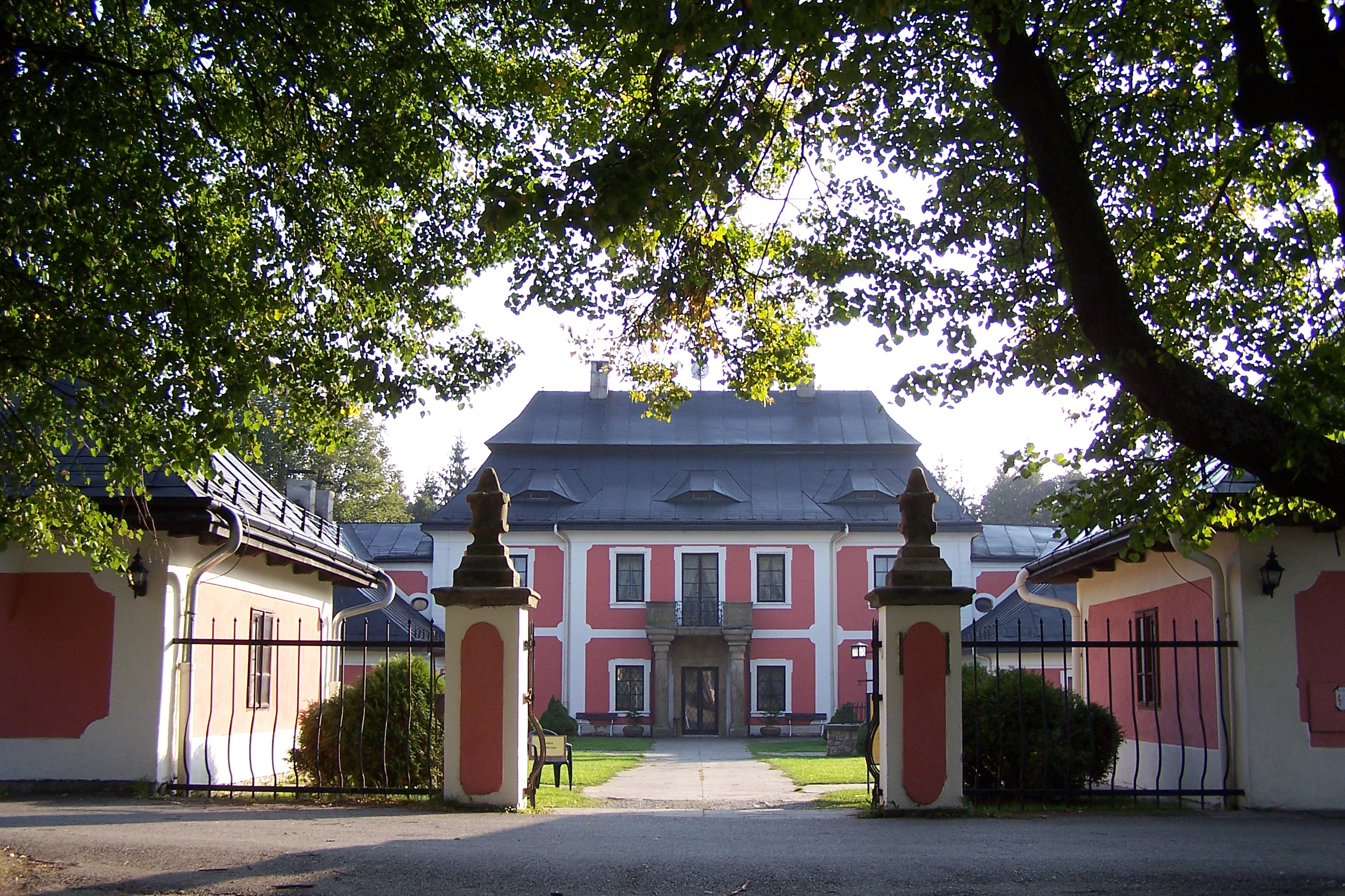
Schloss Karlštejn

Das Schloss Karlštejn (deutsch Karlstein) ist ein Jagdschlösschen im Rokokostil. Die dreiflügelige eingeschossige Anlage mit Sattelmansarddach befindet sich im Ortsteil Karlštejn der Gemeinde Svratouch im Okres Chrudim in Tschechien.

## Geographie
Das Schloss liegt zwei Kilometer östlich von Svratka auf einem 783 m hohen Höhenzug im Norden der Saarer Berge. Wegen seiner Lage auf der europäischen Hauptwasserscheide zwischen Elbe und Donau wird das Schloss auch als „Dach Europas“ bezeichnet. Im Osten erhebt sich der Bubnovaný kopec (780 m). Südöstlich befinden sich die Quellen Hraběnčina studánka und Knížecí studánka, dahinter liegt der Zkamenělý zámek (775 m). Vom Schloss führt eine geradlinige Ahornallee durch den ehemaligen Hirschgarten nach Nordosten bis nach Ruda.

## Geschichte
1708 ließ Franziska Rosalie Beatrix Berka von Dubá, die Ehefrau des Besitzers der Herrschaft Richenburg, Wilhelm Leopold Graf Kinský auf dem Berg eine des hl. Ägidius geweihte Kapelle anlegen. Zwischen 1767 und 1776 entstand im Auftrag von Philipp Graf Kinský neben der Kapelle ein Jagdschlösschen, das von einem Hirschgarten umgeben wurde. Nachdem Karl Alexander von Thurn und Taxis 1823 Richenburg gekauft hatte, diente das Schloss vornehmlich als Sitz der Forstverwaltung für die umliegenden Wälder. Nach dem Ende des Zweiten Weltkrieges wurde der Besitz der Fürsten von Thurn und Taxis konfisziert und verstaatlicht. Danach begann die Nutzung des Schlosses zu Erholungszwecken. Besitzer war nachfolgend TJ Spartak Svratka. In dieser Zeit wurden die desolaten Dächer repariert. Eine vorgesehene Nutzung als Touristenherberge und Galerie scheiterte an fehlenden Mitteln. Nachfolgend gehörte das Schloss den Betrieben Kras Brno und seit den 1960er Jahren den Textilwerke Prostějov. Nach der Samtenen Revolution verblieb das Objekt beim Rechtsnachfolger OP Prostějov, der es verkaufen will.